# The Courting of Mary
The Courting of Mary è un cortometraggio muto del 1911 diretto da James Kirkwood e da George Loane Tucker. Protagonista, Mary Pickford insieme a Owen Moore, che Mary sposa segretamente proprio nel 1911. Tra gli altri attori, anche la sorella di Mary, Lottie Pickford. È il primo film da regista di Kirkwood.

## Produzione
Il film fu prodotto dalla Majestic Motion Picture Company.

## Distribuzione
Distribuito dalla Motion Picture Distributors and Sales Company, il film - un cortometraggio in una bobina  - uscì nelle sale il 26 novembre 1911. Il film è presumibilmente andato perduto.